# Břehyně
Břehyně (německy Heidemühl) je malá vesnice a část města Doksy v okrese Česká Lípa. Nalézá se asi tři kilometry severovýchodně od Doks. Sídlem vede silnice II/270, spojující města Doksy a Mimoň. Břehyně leží v katastrálním území Doksy u Máchova jezera o výměře 49,17 km².

## Název
Název Břehyně původně označoval louku na břehu rybníka. Německá varianta Heidemühl vznikla spojením obecných jmen Heide (vřes, vřesoviště, step, pustina, bor) a Mühl (mlýn). Označovala tedy mlýn v boru. V historických pramenech se název vsi objevuje ve tvarech: in Brzehinie (1460), „pod rybníkem Brzehynskym“ (1553), „s rybníkem Bržehinskym, pod mlejnem Bržehynskym“ (1591), Hayde Mühle (1790) a Heidemühl nebo Haidemühl (1834).

## Historie
Břehyně byla založena pravděpodobně současně s Břehyňským rybníkem Karlem IV. První písemná zmínka o vesnici je z roku 1460, kdy byla i s mlýnem v majetku města Doksy. 

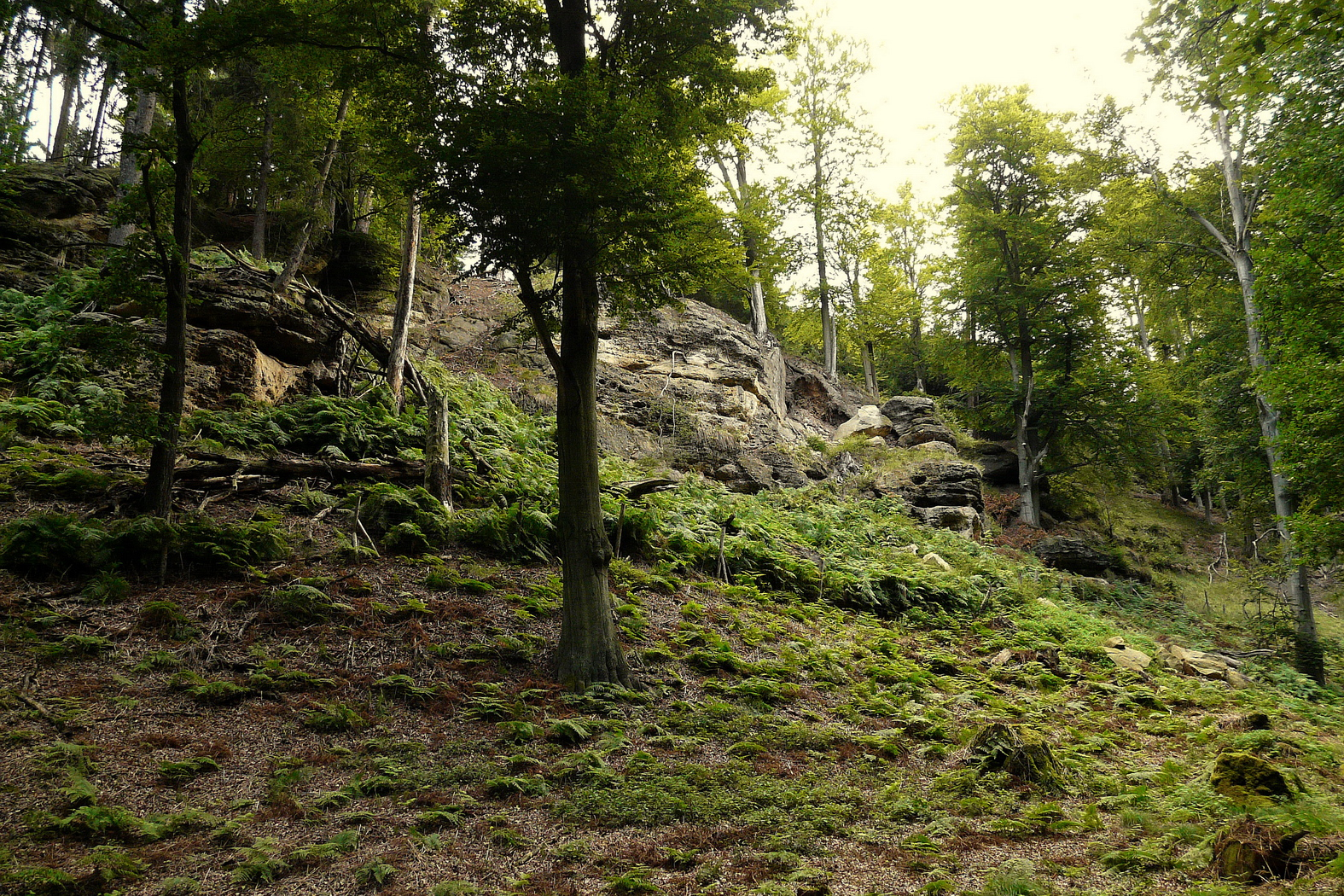
Rokle pod Pecopalou

Později ves zanikla a zůstal jen mlýn. Mlýn prošel řadou přestaveb a stojí v Břehyni dodnes. K obnovení vsi došlo v 18. století. Kolem roku 1780 zdejší mlynář Wűnsch dodával dříví na stavbu Terezínské pevnosti. Stejný rod zde založil i továrnu na potisk bavlněných látek, kartounů, apod., která byla v provozu až do první republiky. Za první republiky začal převažovat turistický a rekreační ruch. Několik objektů nabízejících rekreační služby však do dnešních dob zaniklo.

## Přírodní poměry
Vesnička leží u západního břehu Břehyňského rybníka, který je i s Mlýnským vrchem s bažinatým okolím součástí vytvořené Národní přírodní rezervace Břehyně – Pecopala. Na severní straně se dále od osady prostírá rozsáhlá Hradčanská pahorkatina a Hradčanské stěny, zbrázděné množstvím roklí a dalších pískovcových útvarů; na jih od Břehyně se z lesů zvedá vyhlídkové skalisko, zvané Králův stolec.

## Obyvatelstvo
Při sčítání lidu v roce 1921 ve vsi žilo 65 obyvatel (z toho 31 mužů), z nichž bylo čtrnáct Čechoslováků a 51 Němců. Všichni se hlásili k římskokatolické církvi. Podle sčítání lidu z roku 1930 měla vesnice 75 obyvatel: šest Čechoslováků, 68 Němců a jednoho cizince. Kromě jednoho člověka bez vyznání byli římskými katolíky.
| Rok            | 1869 | 1880 | 1890 | 1900 | 1910 | 1921 | 1930 | 1950 | 1961 | 1970 | 1980 | 1991 | 2001 | 2011 | 2021 |
| -------------- | ---- | ---- | ---- | ---- | ---- | ---- | ---- | ---- | ---- | ---- | ---- | ---- | ---- | ---- | ---- |
| Počet obyvatel | 86   | 52   | 83   | 68   | 80   | 65   | 75   | 35   | 55   | 45   | 27   | 26   | 27   | 18   | 17   |
| Počet domů     | 12   | 12   | 12   | 10   | 9    | 8    | 8    | 10   | 10   | 9    | 10   | 10   | 10   | 10   | 10   |

## Doprava
Břehyně je dostupná po silnici II/270 od Doks. Do vesnice vede žlutě značená turistická trasa (okruh kolem Máchova jezera) a západní okraj osady míjí cyklotrasa 3045.

## Pamětihodnosti
- Vodní mlýn (starý mlýn zanikl v 50. letech 20. století)
- Mlýnský náhon s hrází, známý jako Břehyňská průrva a chráněný jako kulturní památka
- Barokní kaplička svatého Vavřince se zvoničkou z roku 1779
- Dům U Leknínu

## Galerie

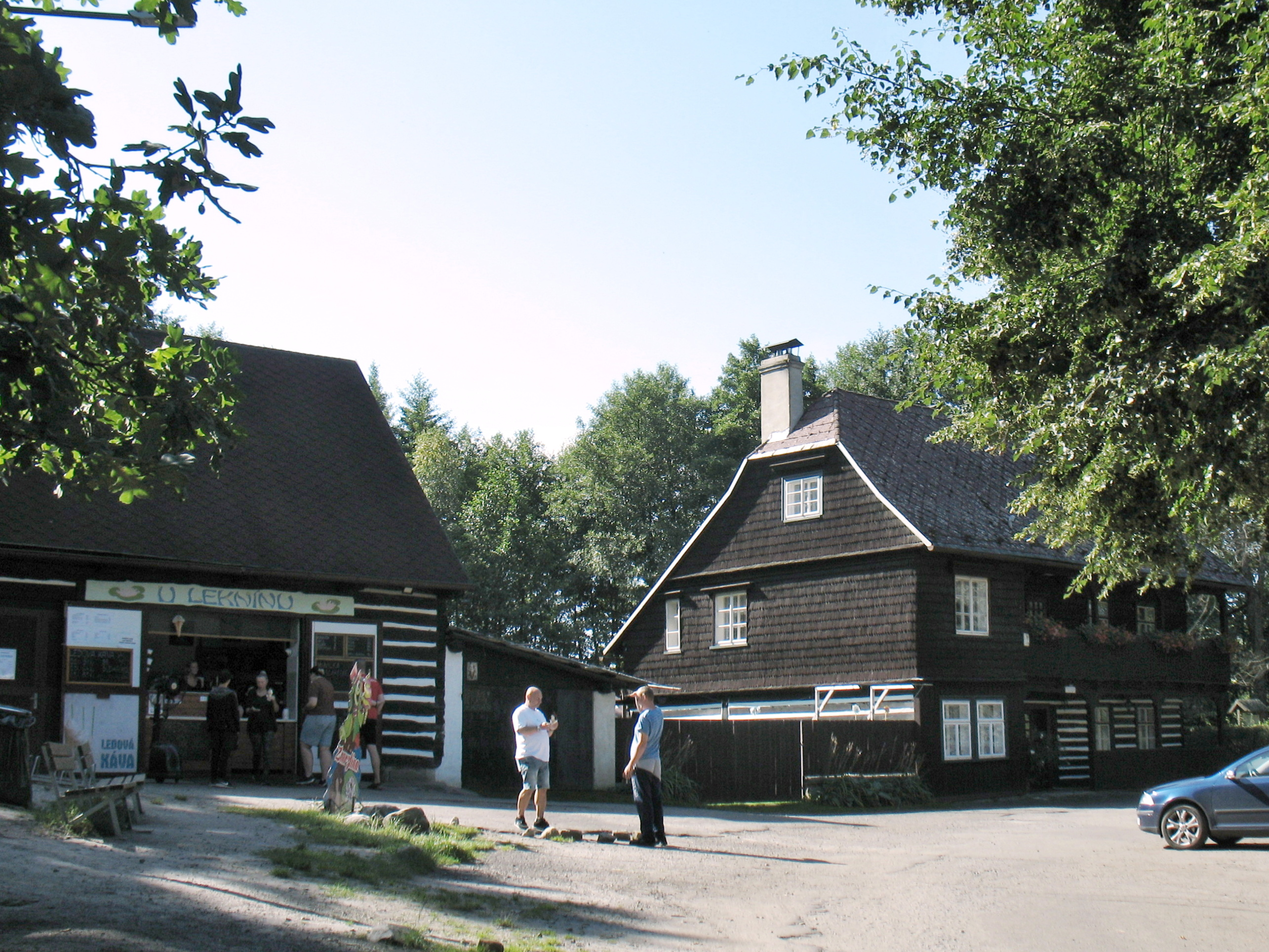
Dům U Leknínu
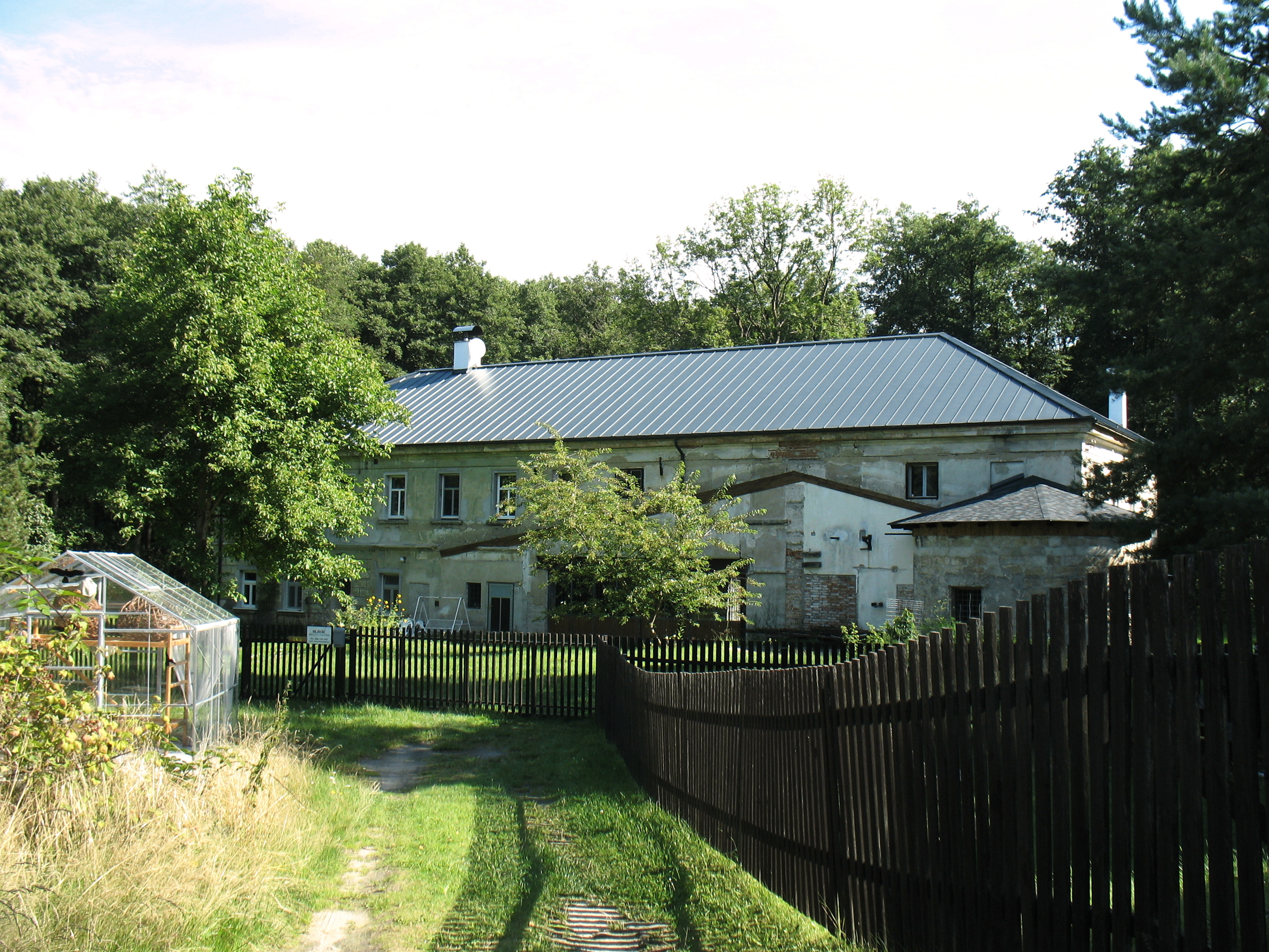
Bývalá kartounka
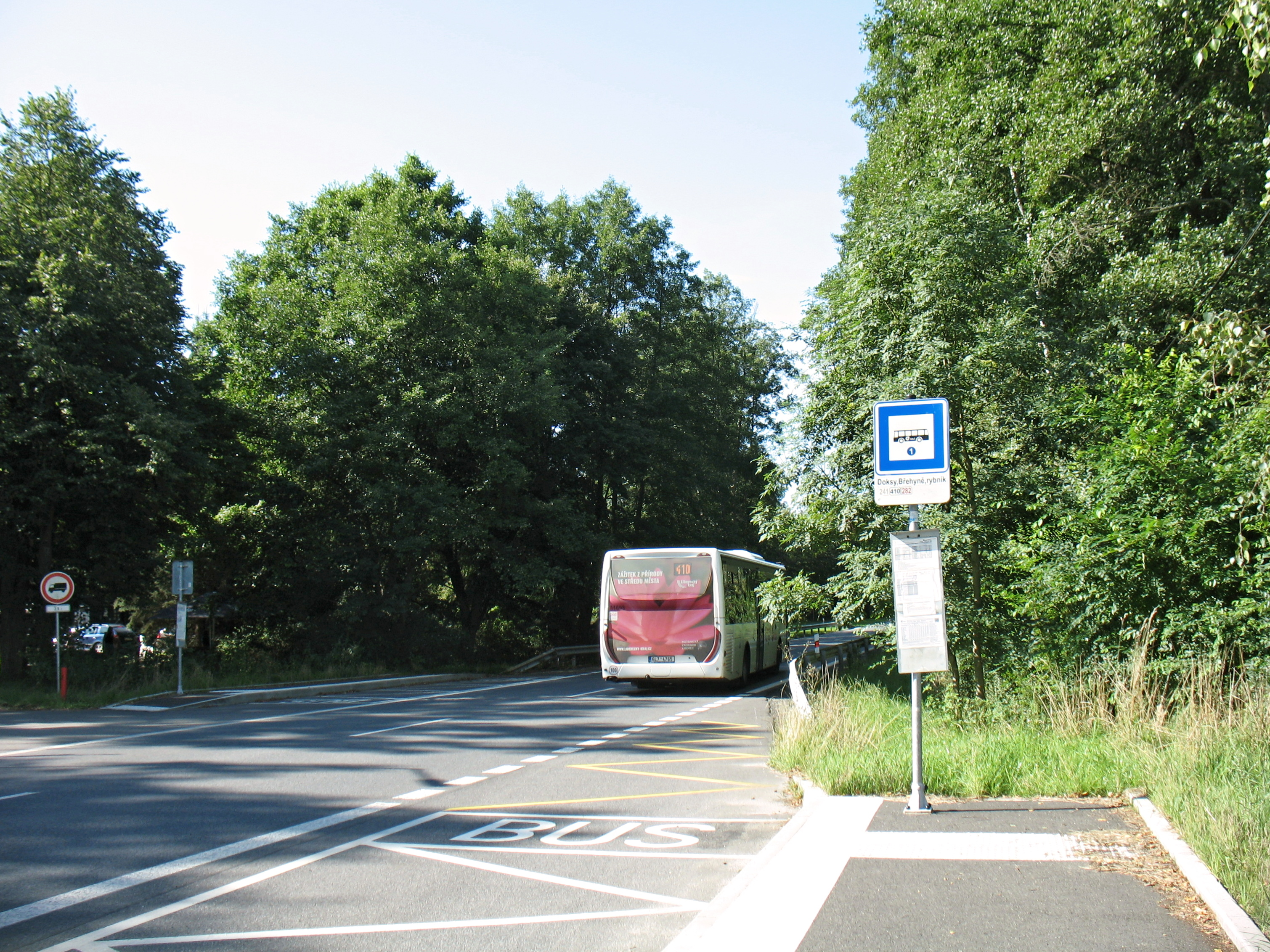
Autobusová zastávka
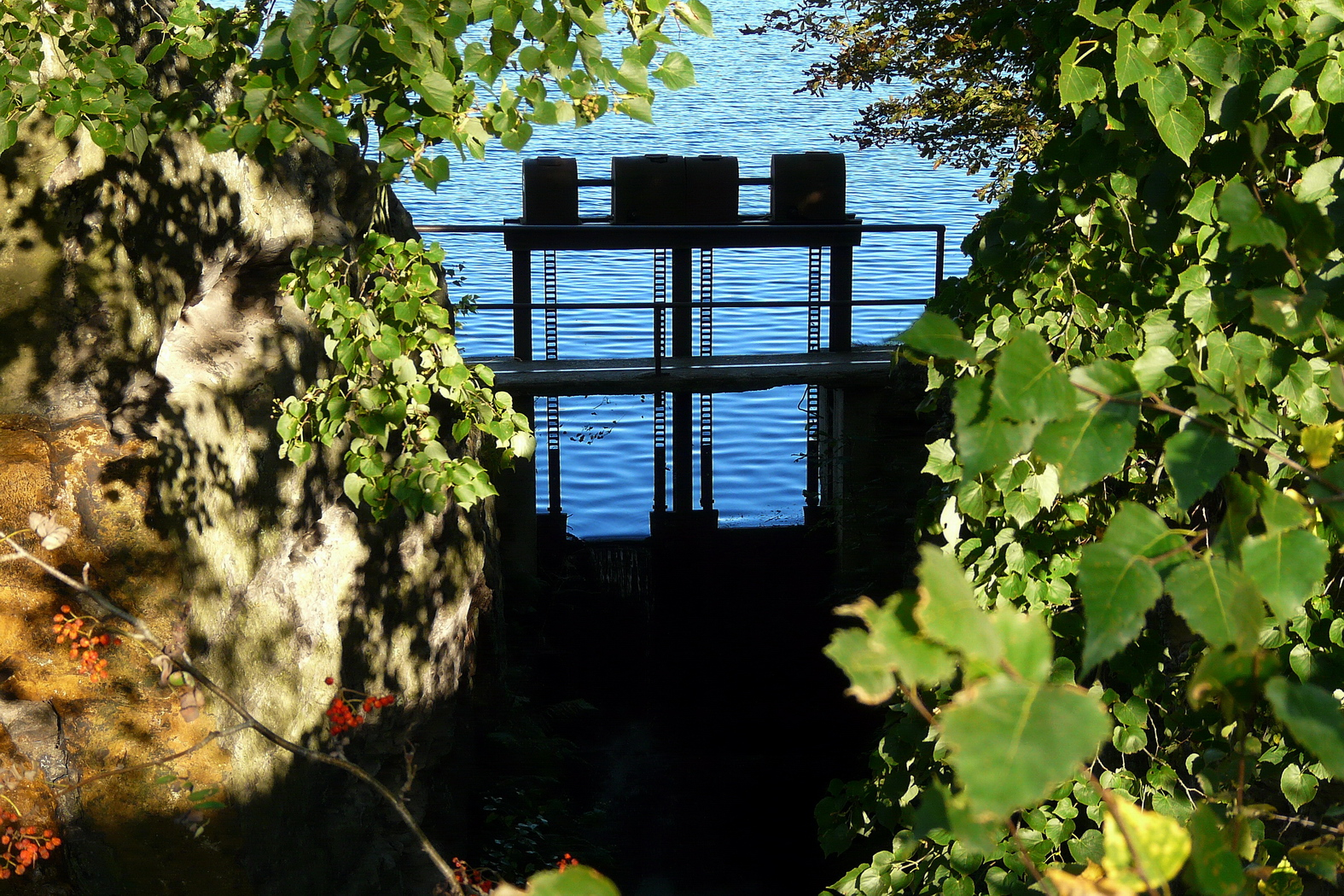
Stavidla Břehyňského rybníka u průrvy